# Nelson River (King River)
Der Nelson River ist ein Fluss im Westen des australischen Bundesstaates Tasmanien.

## Geografie

### Flusslauf
Der rund 13 Kilometer lange Nelson River entspringt an den Westhängen des Last Hill im Südwesten des Cradle-Mountain-Lake-St.-Clair-Nationalparks und fließt nach Südwesten in den Lake Burbury und damit in den King River. Kurz vor dem Stausee stürzt der über die Nelson Falls.

### Durchflossene Stauseen
Er durchfließt folgende Seen und Stauseen:
- Lake Burbury – 230 m